# Paul L. Freeman, Jr.
Paul Lamar Freeman Jr. (* 29. Juni 1907 in Manila, Philippinen; † 17. April 1988 in Monterey, Kalifornien) war ein General der United States Army. Zwischen 1962 und 1965 war er kommandierender General der 7th US. Army sowie der Central Army Group.

## Leben

### Militärausbildung
Paul Freeman wurde als Sohn von Paul Lamar und Emma Freeman in Manila auf den Philippinen geboren. Dieses Land war damals eine amerikanische Kolonie. Im Jahr 1929 absolvierte er die United States Military Academy in Westpoint. Anschließend begann er eine lange Laufbahn als Infanterieoffizier im US-Heer. In der Armee durchlief er alle Offiziersränge vom Leutnant bis zum Vier-Sterne-General. Zunächst wurde er dem 9. Infanterie-Regiment in Fort Sam Houston in Texas zugeteilt. Dort verblieb er bis 1932. Anschließend absolvierte er einen weiteren Offizierskurs in Fort Benning in Georgia. Es folgte eine Versetzung zum 15. Infanterie-Regiment, das damals in Tianjin in China stationiert war. Freeman blieb bis 1936 bei diesem Regiment und kehrte dann in die Vereinigten Staaten zurück, wo er bei verschiedenen Einheiten Dienst tat. Schließlich kehrte er nach China zurück, wo er in Peking zum militärischen Personal der amerikanischen Botschaft gehörte.

### Zweiter Weltkrieg
Nach dem am 7. Dezember 1941 erfolgten amerikanischen Eintritt in den Zweiten Weltkrieg gehörte er zunächst der amerikanischen Militärmission für China an. Danach wurde er zum Stab der Süd-Ostasien-Mission (China Burma India Theater) versetzt, wo er als Berater für chinesische und indische Truppen tätig war. Im September 1943 wurde er Stabsoffizier in Washington, D.C. Von Ende 1944 bis Oktober 1947 war er in Rio de Janeiro in Brasilien stationiert, wo er einer gemeinsamen Brasilianisch-Amerikanischen Militärkommission angehörte. Anschließend gehörte wieder dem Generalstab in Washington an, wo er vor allem mit Angelegenheiten für Lateinamerika betraut war. Zudem gehörte er dem Inter-American Defense Board an.

### Koreakrieg
Während des Koreakriegs war er Kommandeur des 23. Infanterie-Regiments, das zur 2. Infanterie-Division gehörte. Er nahm aktiv an mehreren schweren Kampfhandlungen teil und erlitt dabei eine Beinverletzung. Daraufhin wurde er in die USA zur Behandlung gebracht. Nach seiner Genesung absolvierte er 1952 das National War College. In den folgenden Jahren wurde Paul Freeman Kommandeur der 2. Infanterie-Division (1955–1956) und der 4. Infanterie-Division (1956–1957). Anschließend gehörte er einer Kommission zur Waffenentwicklung (Weapons System Evaluation Group) in Washington DC an. Von 1960 bis 1962 war Freeman stellvertretender Kommandeur der Reserve-Streitkräfte (Reserve Forces, CONARC). Am 1. Mai 1962 übernahm er von General Bruce C. Clarke das Kommando über die United States Army Europe (7th Army) und die Central Army Group. Sein Hauptquartier befand sich in den Campbell Barracks in Heidelberg. Freeman bekleidete dieses Kommando bis zum 18. März 1965, als er von General Andrew P. O’Meara abgelöst wurde. Sein offizieller Titel lautete Commander in Chief United States Army Europe (CINCUSAREUR) und Commanding General (CG) Central Army Group. Sein letztes Kommando hatte der General von 1965 bis 1967 als Kommandeur des United States Army Forces Command inne. Danach trat er in den Ruhestand.

### Sonstiges
Seit 1932 war er mit Mary Ann Fishburn verheiratet. Das Paar hatte eine Tochter. Er starb am 17. April 1988 in einem Krankenhaus in Monterey in Kalifornien.

## Orden und Auszeichnungen
General Freeman erhielt im Lauf seiner militärischen Laufbahn unter anderem folgende Auszeichnungen:
- Combat Infantryman Badge
- Parachutist Badge (Fallschirmspringerabzeichen der Vereinigten Staaten)
- Army Staff Identification Badge
- Distinguished Service Cross
- Army Distinguished Service Medal
- Silver Star
- Legion of Merit
- Bronze Star Medal
- Air Medal
- Purple Heart
- American Defense Service Medal
- American Campaign Medal
- Asiatic-Pacific Campaign Medal
- World War II Victory Medal
- Army of Occupation Medal
- National Defense Service Medal
- Presidential Unit Citation
- Korean Service Medal
- Order of Military Merit (Brasilien)
- Orden der Ehrenlegion (Frankreich)
- Croix de Guerre 1939–1945 (Frankreich)
- Philippine Liberation Medal (Philippinen)
- United Nations Korea Medal (UNO)
- Philippine Republic Presidential Unit Citation (Philippinen)
- Republic of Korea Presidential Unit Citation (Süd-Korea)